# سد بنمور
سد بنمور (به لاتین: Benmore Dam) یک سد خاکی و نیروگاه برقابی در نیوزیلند است که در Waitaki District واقع شده‌است.